# Џексонвил (Алабама)
Џексонвил (енгл. Jacksonville) град је у америчкој савезној држави Алабама. По попису становништва из 2010. у њему је живело 12.548 становника.

## Демографија
Према попису становништва из 2010. у граду је живело 12.548 становника, што је 4.144 (49,3%) становника више него 2000. године.
| Група             | 2000.         | 2010.         |
| Белци             | 6.315 (75,1%) | 8.466 (67,5%) |
| Афроамериканци    | 1.696 (20,2%) | 3.362 (26,8%) |
| Азијати           | 108 (1,3%)    | 164 (1,3%)    |
| Хиспаноамериканци | 157 (1,9%)    | 284 (2,3%)    |
| Укупно            | 8.404         | 12.548        |